# 맹덕신서
《맹덕신서》 (孟德新書)는 소설 《삼국지연의》에 나오는 병법서(兵法書)이며, 후한(後漢) 말의 군웅인 조조(曹操)가 저술하였다고 한다. 손자병법(孫子兵法) 13편을 본따 만들어졌으며, 여기에 용병(用兵)의 요법을 추가해 총 14편으로 구성되었다.
장송(張松)이 이 책을 읽어본 후, 전국 시대(戰國時代) 무명씨가 지은 책이라며 조롱하였고, 이후 조조가 이를 듣고는 "옛 사람과 내가 같은 책을 썼다는 말인가?"하며 맹덕신서를 불태워버렸다.
하지만 책이 실존했다는 주장 또한 존재하는데, 《삼국지》 《무제기(武帝紀)》에 의하면 '조조는 직접 십만여 자의 병법서를 저술했으며, 여러 장수들이 전장에서 신서(新書)의 내용대로 일을 처리하였다'는 내용이 있으며, 《이위공문대(李衞公問對)》에는 '조공(曹公)의 신서'라는 언급이 있다.

## 같이 보기
- 조조